# Yokadouma
Yokadouma es una comuna camerunesa perteneciente al departamento de Boumba-et-Ngoko de la región del Este.
En 2005 tiene 63 962 habitantes, de los que 21 091 viven en la capital comunal homónima. Una estimación realizada en 2012 indica que la población habría subido hasta los 75 648 habitantes.
Se ubica en el sureste del país, en el cruce de las carreteras P4 y D78. Su territorio es fronterizo por el este con la prefectura centroafricana de Sangha-Mbaéré. El territorio de esta comuna abarca parte del parque nacional de Boumba Bek.

## Estructura administrativa
La comuna se halla en zona de jefaturas tradicionales, abarcando un total de 81 pueblos, cada uno de los cuales cuenta con una jefatura de tercer grado. Las jefaturas están agrupadas en tres cantones que forman jefaturas de segundo grado: Bidjouki, Mpou-Mpong y Kounabembe. Destacan en el territorio de Yokadouma los siguientes pueblos:
| - Bangué - Bompelo - Djemba - Gribé - Madjoué - Massea | - Massiembo - Menziong - Momjepom - Ngatto Nouveau - Zokadiba - Zokboulabone |